# Ahmed El-Sayed
Ahmed El-Sayed (in arabo أحمد السيد‎?; Il Cairo, 30 ottobre 1980) è un ex calciatore egiziano, di ruolo difensore.

## Carriera

### Nazionale
Esordisce con la selezione dei Faraoni il 31 marzo 2004 contro il Trinidad e Tobago, disputando la gara per intero. Prende parte alla Coppa d'Africa 2006 - disputata in Egitto e vinta dai padroni di casa - assistendo i propri compagni dalla panchina per tutta la durata del torneo.

## Statistiche

### Presenze e reti nei club
Statistiche aggiornate al 3 novembre 2016.
| Stagione                      | Squadra                       | Campionato                    | Campionato | Campionato | Coppe nazionali | Coppe nazionali | Coppe nazionali | Coppe continentali | Coppe continentali | Coppe continentali | Altre coppe | Altre coppe | Altre coppe | Totale | Totale |
| Stagione                      | Squadra                       | Comp                          | Pres       | Reti       | Comp            | Pres            | Reti            | Comp               | Pres               | Reti               | Comp        | Pres        | Reti        | Pres   | Reti   |
| ----------------------------- | ----------------------------- | ----------------------------- | ---------- | ---------- | --------------- | --------------- | --------------- | ------------------ | ------------------ | ------------------ | ----------- | ----------- | ----------- | ------ | ------ |
| 2000-2001                     | Al-Ahly                       | PL                            | 22         | 1          | CE              | 3               | 0               | CCL+CCL            | 3+3                | 0                  | -           | -           | -           | 31     | 1      |
| 2001-2002                     | Al-Ahly                       | PL                            | 13         | 0          | CE              | 2               | 0               | CCL                | 3                  | 0                  | SA          | 1           | 0           | 19     | 0      |
| 2002-2003                     | Al-Ahly                       | PL                            | 0          | 0          | CE              | 4               | 0               | CC                 | 1                  | 0                  | -           | -           | -           | 5      | 0      |
| 2003-2004                     | Al-Ahly                       | PL                            | 22         | 1          | CE              | 3               | 0               | ACL+CCL            | 9+2                | 1+0                | SE          | 0           | 0           | 36     | 1      |
| 2004-2005                     | Al-Ahly                       | PL                            | 3          | 0          | CE              | 0               | 0               | CCL                | 10                 | 1                  | -           | -           | -           | 13     | 1      |
| 2005-2006                     | Al-Ahly                       | PL                            | 21         | 1          | CE              | 5               | 0               | CCL                | 3                  | 0                  | SE+SA+Cmc   | 1+1+2       | 0           | 33     | 1      |
| 2006-2007                     | Al-Ahly                       | PL                            | 9          | 0          | CE              | 2               | 0               | CCL                | 11                 | 0                  | SE+SA+Cmc   | 1+0+0       | 0           | 23     | 0      |
| 2007-2008                     | Al-Ahly                       | PL                            | 20         | 0          | CE              | 0               | 0               | CCL                | 11                 | 0                  | SE          | 1           | 0           | 32     | 0      |
| 2008-2009                     | Al-Ahly                       | PL                            | 28+1       | 0          | CE              | 3               | 0               | CCL+CC             | 4+2                | 0                  | SE+SA+Cmc   | 1+1+1       | 0           | 41     | 0      |
| 2009-2010                     | Al-Ahly                       | PL                            | 11         | 0          | CE              | 5               | 0               | CCL                | 10                 | 0                  | SE          | 1           | 0           | 27     | 0      |
| 2010-2011                     | Al-Ahly                       | PL                            | 22         | 1          | CE              | 0               | 0               | CCL                | 6                  | 0                  | SE          | 1           | 0           | 29     | 1      |
| 2011-2012                     | Al-Ahly                       | PL                            | 8          | 0          | -               | -               | -               | CCL                | 4                  | 0                  | -           | -           | -           | 12     | 0      |
| Totale Al-Ahly                | Totale Al-Ahly                | Totale Al-Ahly                | 178+1      | 4          |                 | 27              | 0               |                    | 82                 | 2                  |             | 12          | 0           | 300    | 6      |
| 2012-2013                     | Teleph. Beni Suef             | PL                            | 5          | 0          | CE              | 0               | 0               | -                  | -                  | -                  | -           | -           | -           | 5      | 0      |
| 2013-2014                     | Misr Lel Makasa               | PL                            | 16         | 0          | CE              | 1               | 0               | -                  | -                  | -                  | -           | -           | -           | 17     | 0      |
| 2014-2015                     | Misr Lel Makasa               | PL                            | 26         | 1          | CE              | 1               | 0               | -                  | -                  | -                  | -           | -           | -           | 27     | 1      |
| Totale Misr Lel Makasa        | Totale Misr Lel Makasa        | Totale Misr Lel Makasa        | 42         | 1          |                 | 2               | 0               |                    | -                  | -                  |             | -           | -           | 44     | 1      |
| 2015-2016                     | Al-Ittihad Alessandria        | PL                            | 17         | 1          | CE+CE           | 1+2             | 0               | -                  | -                  | -                  | -           | -           | -           | 20     | 1      |
| 2016-2017                     | Al-Ittihad Alessandria        | PL                            | 9          | 0          | CE              | 1               | 0               | -                  | -                  | -                  | -           | -           | -           | 10     | 0      |
| Totale Al-Ittihad Alessandria | Totale Al-Ittihad Alessandria | Totale Al-Ittihad Alessandria | 26         | 1          |                 | 4               | 0               |                    | -                  | -                  |             | -           | -           | 30     | 1      |
| Totale carriera               | Totale carriera               | Totale carriera               | 252        | 6          |                 | 33              | 0               |                    | 82                 | 2                  |             | 12          | 0           | 379    | 8      |

### Cronologia presenze e reti in Nazionale
| Cronologia completa delle presenze e delle reti in nazionale ― Egitto | Cronologia completa delle presenze e delle reti in nazionale ― Egitto | Cronologia completa delle presenze e delle reti in nazionale ― Egitto | Cronologia completa delle presenze e delle reti in nazionale ― Egitto | Cronologia completa delle presenze e delle reti in nazionale ― Egitto | Cronologia completa delle presenze e delle reti in nazionale ― Egitto | Cronologia completa delle presenze e delle reti in nazionale ― Egitto | Cronologia completa delle presenze e delle reti in nazionale ― Egitto |
| Data                                                                  | Città                                                                 | In casa                                                               | Risultato                                                             | Ospiti                                                                | Competizione                                                          | Reti                                                                  | Note                                                                  |
| --------------------------------------------------------------------- | --------------------------------------------------------------------- | --------------------------------------------------------------------- | --------------------------------------------------------------------- | --------------------------------------------------------------------- | --------------------------------------------------------------------- | --------------------------------------------------------------------- | --------------------------------------------------------------------- |
| 31-03-2004                                                            | Il Cairo                                                              | Egitto                                                                | 2 – 1                                                                 | Trinidad e Tobago                                                     | Amichevole                                                            | -                                                                     |                                                                       |
| 24-05-2004                                                            | Il Cairo                                                              | Egitto                                                                | 2 – 0                                                                 | Zimbabwe                                                              | Amichevole                                                            | -                                                                     | 46’                                                                   |
| 29-05-2004                                                            | Il Cairo                                                              | Egitto                                                                | 2 – 0                                                                 | Gabon                                                                 | Amichevole                                                            | -                                                                     | 46’                                                                   |
| 06-06-2004                                                            | Omdurman                                                              | Sudan                                                                 | 0 – 3                                                                 | Egitto                                                                | Qual. Mondiali 2006                                                   | -                                                                     | 84’                                                                   |
| 20-06-2004                                                            | Alessandria d'Egitto                                                  | Egitto                                                                | 1 – 2                                                                 | Costa d'Avorio                                                        | Qual. Mondiali 2006                                                   | -                                                                     | 81’                                                                   |
| 05-01-2006                                                            | Alessandria d'Egitto                                                  | Egitto                                                                | 2 – 0                                                                 | Zimbabwe                                                              | Amichevole                                                            | -                                                                     | 46’                                                                   |
| 19-11-2008                                                            | Il Cairo                                                              | Egitto                                                                | 5 – 1                                                                 | Benin                                                                 | Amichevole                                                            | -                                                                     |                                                                       |
| 23-01-2009                                                            | Il Cairo                                                              | Egitto                                                                | 1 – 0                                                                 | Kenya                                                                 | Amichevole                                                            | -                                                                     | 46’                                                                   |
| Totale                                                                |                                                                       | Presenze                                                              | 8                                                                     |                                                                       | Reti                                                                  | 0                                                                     |                                                                       |

## Palmarès

### Club

#### Competizioni nazionali
- Campionato egiziano: 6

Al-Ahly: 2004-2005, 2005-2006, 2006-2007, 2007-2008, 2008-2009, 2010-2011
- Coppa d'Egitto: 4

Al-Ahly: 2001, 2003, 2006, 2007
- Supercoppa d'Egitto: 6

Al-Ahly: 2003, 2005, 2006, 2007, 2008, 2010

#### Competizioni internazionali
- CAF Champions League: 4

Al-Ahly: 2001, 2005, 2006, 2008
- Supercoppa CAF: 4

Al-Ahly: 2002, 2006, 2007, 2009

### Nazionale
- Coppa d'Africa: 1

2006